# Cá nhà táng
Cá nhà táng (danh pháp hai phần: Physeter macrocephalus, tiếng Anh: sperm whale), là một loài động vật có vú sống trong môi trường nước ở biển, thuộc bộ Cá voi, phân bộ Cá voi có răng và là thành viên duy nhất của chi cùng tên. Cá nhà táng đã từng có tên khoa học là Physeter catodon. Nó là một trong ba loài còn tồn tại của siêu họ Cá nhà táng cùng với cá nhà táng nhỏ (Kogia breviceps) và cá nhà táng lùn (Kogia sima).
Một con cá nhà táng đực lớn có thể dài tới 20,7m và nặng 83 tấn. Nó là loài động vật có răng lớn nhất trên thế giới với những chiếc răng dài đến 24 cm. Đối với những con đực, đầu có thể dài đến bằng 1/3 tổng chiều dài thân mình - nói đến đầu thì cá nhà táng là loài động vật có bộ não lớn nhất trên thế giới. Nó phân bổ toàn thế giới trên khắp các đại dương. Cá nhà táng chủ yếu ăn mực - thậm chí các loài mực khổng lồ và mực Nam Cực khổng lồ cũng là nạn nhân của nó - nhưng đôi khi chúng cũng đánh chén các loài cá. Chúng là loài động vật có vú lặn sâu thứ nhì thế giới, sau cá voi mõm khoằm Cuvier. Và âm thanh lách cách của cá nhà táng cũng là loại âm thanh lớn nhất được tạo ra bởi các loài động vật. Âm thanh này được dùng để định vị vật cản, mục tiêu cũng như trong các mục đích khác. Cá nhà táng sống trong các nhóm nhỏ gọi là "đơn vị xã hội". Các đơn vị của cá cái và cá con sống tách biệt với cá đực trưởng thành. Cá cái hợp tác với nhau để bảo vệ con cũng như giúp nhau cho con bú. Cứ cách ba đến sáu năm thì cá nhà táng sinh con một lần và thời gian chăm con có thể kéo dài đến hơn 10 năm. Cá nhà táng có rất ít kẻ thù tự nhiên, rõ ràng có rất ít sinh vật đủ mạnh để tấn công một con cá nhà táng trưởng thành khỏe mạnh; tuy nhiên một bầy cá hổ kình có thể tiêu diệt những con cá nhà táng con. Tuổi thọ của cá nhà táng có thể lên tới hơn 70 năm.
Trước đây, cá nhà táng được gọi là "cá răng" (cachalot, từ tiếng Pháp có nghĩa là "răng"). Trong suốt từ đầu thế kỷ 18 đến cuối thế kỷ 20, cá nhà táng thường xuyên bị săn bắt để lấy các sản phẩm như dầu cá - dùng để làm nến, xà phòng, mỹ phẩm, dầu máy,... - và long diên hương. Đánh bắt cá voi đã là một ngành công nghiệp lớn trong thế kỷ XIX, như được tường thuật  trong tiểu thuyết Moby Dick.  Do kích thước lớn, đôi khi cá nhà táng có thể chống trả lại những kẻ săn bắt nó, điển hình như vào năm 1820 một con cá nhà táng đã tấn công và đánh chìm chiếc tàu săn cá voi mang tên Essex. Hiện nay, IUCN xếp cá nhà táng vào danh sách loài dễ thương tổn.

## Tên gọi
Tên tiếng Anh của cá nhà táng (sperm whale) là cách gọi tắt của từ spermaceti whale (cá voi tinh dịch, ở đây dầu cá nhà táng (spermaceti) từng bị tưởng nhầm là tinh dịch của cá voi). Dầu cá nhà táng là một chất lỏng hơi sệt, giống sáp, được tìm thấy trong túi dầu nằm ở phía trước hộp sọ của cá, cũng như ở mô sáp, một mô nằm ở phía trên sọ và dưới túi dầu. Lớp vỏ bao gồm một chất sáp mềm màu trắng bão hòa với dầu tinh dịch (spermaceti). Mô sáp bao hàm các khoang chứa chất sáp tương tự như trong dầu cá và các mô liên kết xen giữa.
Trước đây, cá nhà táng cũng được gọi là "cá răng" (cachalot). Từ "cachalot" bắt nguồn từ một từ tiếng Pháp có nghĩa là "răng" hay "răng to" (từ này vẫn còn được bảo tồn trong tiếng Gasconha dưới một phiên bản là từ cachau (từ này hoặc là bắt nguồn từ ngôn ngữ Roman hay ngôn ngữ Euskara). Từ điển từ nguyên học của Corominas nói rằng nguồn gốc của từ này không rõ ràng, tuy nhiên nó có thể đến từ một từ bình dân của tiếng La tinh là cappula, số nhiều của cappulum, có nghĩa là cán kiếm. Theo từ điển Encarta, từ cachalot đến với tiếng Anh thông qua từ cachalote của tiếng Tây Ban Nha hay tiếng Bồ Đào Nha và có thể là đến từ từ cachola của tiếng Bồ Đào Nha, có nghĩa là "đầu to". Thuật ngữ này cũng được dùng trong tiếng Nga (кашалот - kashalot) cũng như nhiều thứ tiếng khác.

## Phân loại và tên khoa học

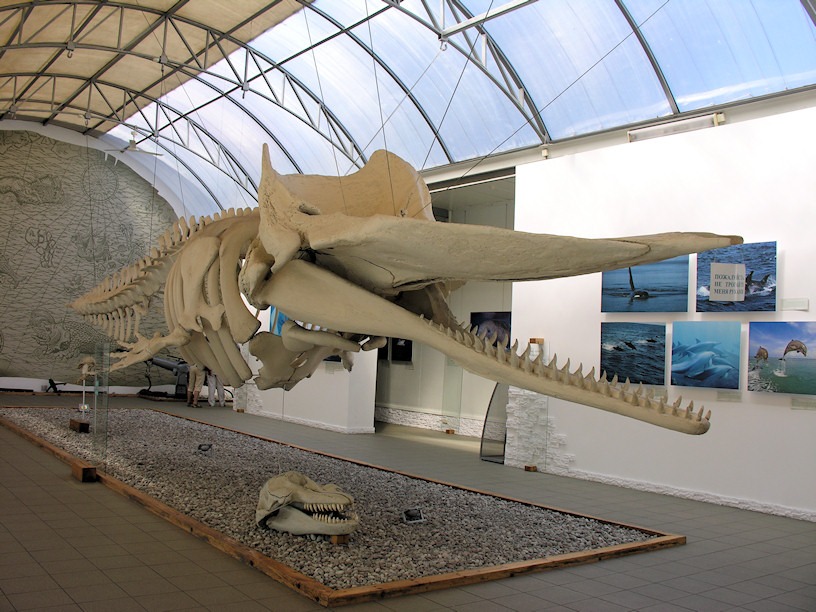
Xương cá nhà táng ở Kaliningrad

Cá nhà táng thuộc về Bộ Cá voi, phân bộ Cá voi có răng (bao hàm cá heo và các loài cá voi có răng khác) và là thành viên duy nhất của họ Cá nhà táng (Physeteridae) và của chi cùng tên (Physeter). Hiện có hai loài "cá nhà táng" có mối quan hệ gần gũi với nó, đó là cá nhà táng nhỏ (Kogia breviceps) và cá nhà táng lùn (K. simus) của họ Cá nhà táng nhỏ (Kogiidae) và chi cùng tên (Kogia). Trong một số hệ thống phân loại khác, cá nhà táng nhỏ/lùn và cá nhà táng "lớn" được xếp vào siêu họ Cá nhà táng.
Cá nhà táng là một trong những loài vật đầu tiên được mô tả trong tác phẩm Systema Naturae của Linnaeus vào năm 1758. Linnaeus lúc đó cho rằng chi Cá nhà táng có 4 loài, nhưng không lâu sau đó giới khoa học nhận ra rằng chỉ có một loài cá nhà táng duy nhất tồn tại. Hai tên khoa học P. catodon và P. macrocephalus - 2 trong 4 tên mà Linnaeus dùng để gọi các "loài" cá nhà táng - được đề cử và hiện nay chúng vẫn được dùng song song, tuy nhiên gần đây giới khoa học chủ yếu dùng tên gọi macrocephalus làm tên chính thức và catodon chỉ là tên đồng nghĩa ít dùng.[a]

## Mô tả

### Kích thước
| Kích thước trung bình | Chiều dài      | Cân nặng                                 |
| --------------------- | -------------- | ---------------------------------------- |
| Con đực               | 15 mét (49 ft) | 40.000 kilôgam (39 tấn Anh; 44 tấn Mỹ)   |
| Con cái               | 12 mét (39 ft) | 17.000 kilôgam (17 tấn Anh; 19 tấn Mỹ)   |
| Con non               | 4 mét (13 ft)  | 1.000 kilôgam (0,98 tấn Anh; 1,1 tấn Mỹ) |

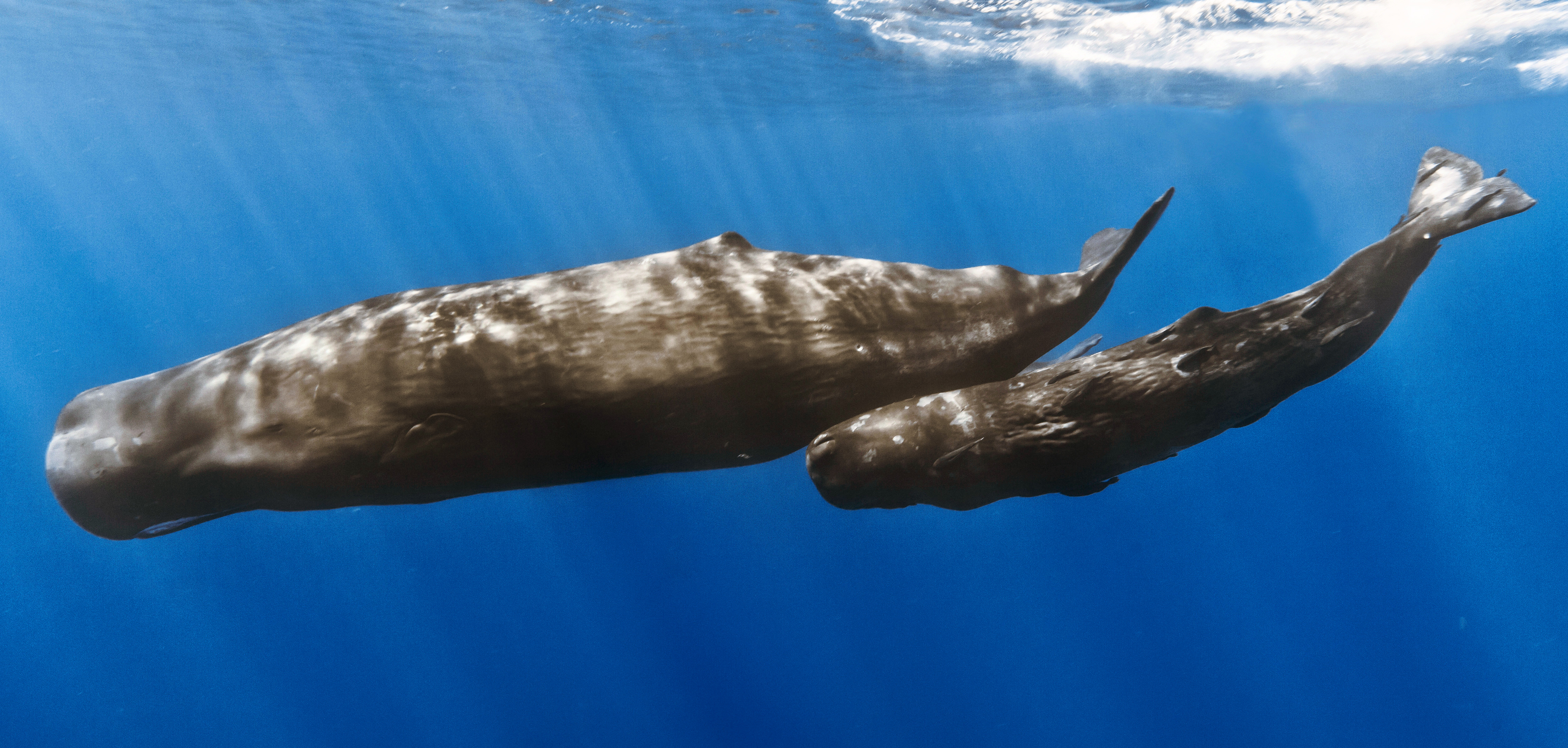
Hai mẹ con Cá nhà táng ngoài khơi bờ biển Mauritius.

Cá nhà táng là loại cá voi có răng to nhất trên thế giới, với cá đực có thể dài từ 13,5-17.5m, và nặng từ 43-65 tấn. Trong khi đó thì loài cá voi có răng lớn thứ nhì là cá voi có mỏ baird chỉ dài 12,8 mét (42 ft) và nặng 39 tấn Mỹ (35.000 kg). Bảo tàng cá voi Nantucket hiện vẫn còn giữ một xương hàm cá nhà táng dài tới 5,5 mét (18 ft). Theo bảo tàng, chiếc hàm đó thuộc về con cá nhà táng dài 80 foot (24 m), còn con cá nhà táng đâm chìm chiếc tàu săn cá voi Essex (một trong những cảm hứng cho tiểu thuyết Moby-Dick) được cho là dài 85 foot (26 m). Tuy nhiên, các thông số trên cũng như các khẳng định khác về những con cá voi đực trưởng thành dài hơn 80 foot (24 m) gặp phải những ý kiến không đồng tình.
Việc săn cá voi quy mô lớn - nhất là sau thế chiến thứ hai có lẽ đã khiến kích thước trung bình của cá nhà táng giảm đi vì những con cá đực lớn thường bị các tay thợ săn truy lùng. Hiện nay, cá nhà táng đực thường không dài quá 20,7 mét (68 ft) và nặng quá 83.000 kilôgam (82 tấn Anh; 91 tấn Mỹ). Một số trường hợp bắt gặp những con dài từ 21,5-24,5m, một số ý kiến khác cho rằng thật ra việc săn bắt quá mức không ảnh hưởng gì đến kích thước cá nhà táng đực và trên thực tế kích thước của chúng đáng ra phải tăng lên do mật độ cá thể giảm đi và vì vậy số lượng thức ăn chia theo đầu cá sẽ tăng lên.
Cá nhà táng là loài cá voi có hiện tượng dị hình giới tính rõ rệt nhất. Lúc mới sinh thì cá đực và cá cái to như nhau nhưng cá đực trưởng thành dài hơn 30% tới 50% và nặng gấp 2 lần cá cái.

### Ngoại hình
Cá nhà táng có hình dạng cơ thể đặc biệt và khó lẫn với các loài khác. Cụ thể, đầu của chúng rất lớn và có dạng khối, có thể chiếm từ 1/4 đến 1/3 chiều dài cơ thể. Lỗ thở hình chữ S nằm rất gần phía trước đầu và hơi chệch về phía bên trái cơ thể. Cấu trúc này khiến cá nhà táng có một thân hình rất bệ vệ, nhất là ở phía trước.

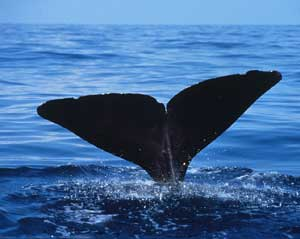
Đuôi của một con cá nhà táng ở vịnh México

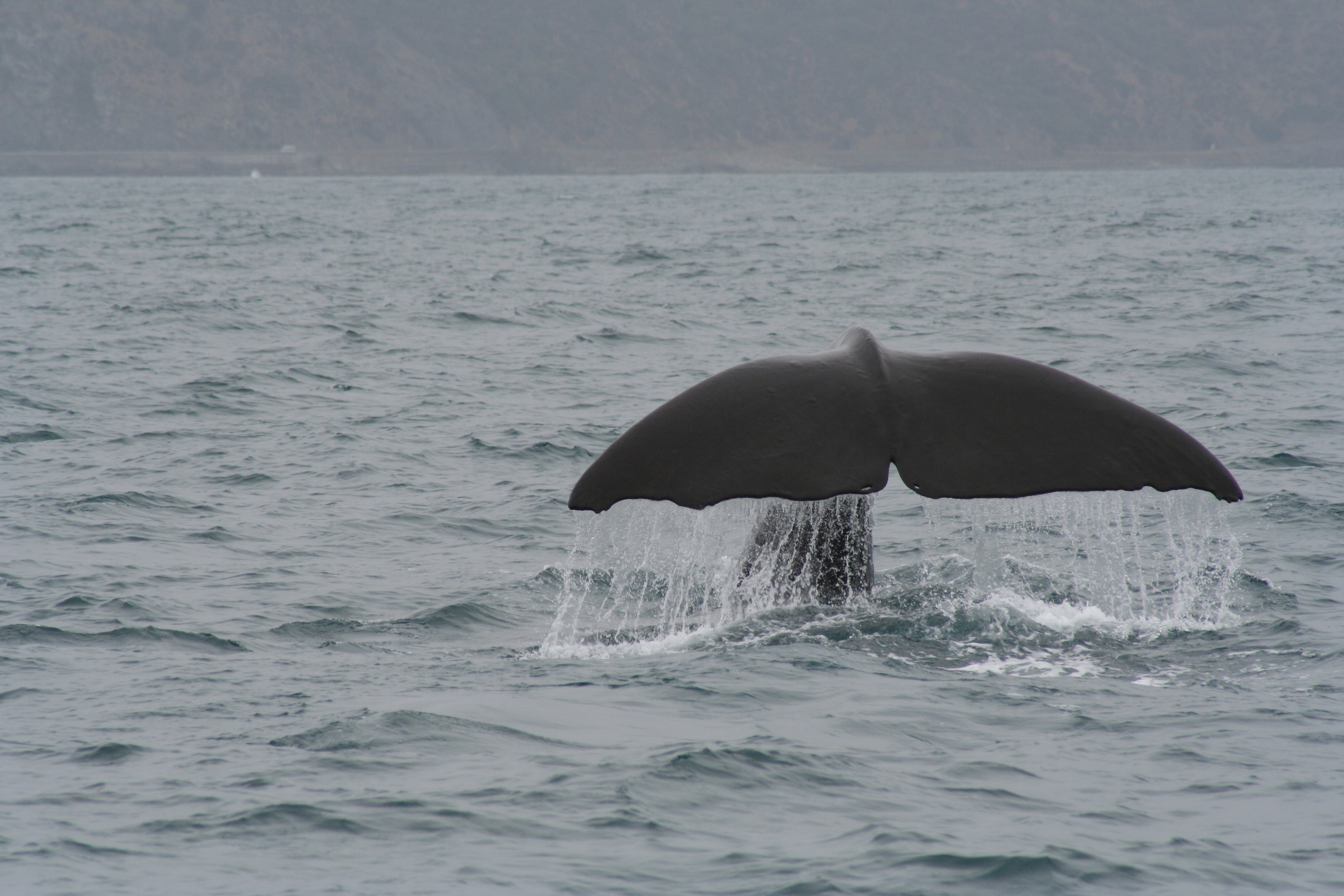
Đuôi của một con cá nhà táng ở Kaikoura, New Zealand

Đuôi của cá nhà táng có hình tam giác và rất dày. Khi cá chuẩn bị lặn sâu để tìm kiếm thức ăn, chúng vung đuôi lên cao khỏi mặt nước. Cá nhà táng không có vây lưng mà thay vào đó là một số lằn gợn nhỏ mọc trên lưng, trong đó gờ to nhất được dân săn cá voi gọi là "bướu" và thường dễ lầm lẫn với vây lưng của một loài cá hay cá voi nhỏ hơn.
Cá nhà táng không có da nhẵn mượt như phần lớn các loài cá voi to xác khác, trái lại da lưng của chúng nhăn nheo, sần sùi và thường bị liên tưởng đến hình ảnh của một trái mận khô. Thông thường da cá nhà táng có màu xám tuyền, mặc dù dưới ánh mặt trời chúng có thể trông như màu nâu. Cá nhà táng bạch tạng cũng đã từng được ghi nhận.

### Hàm và răng

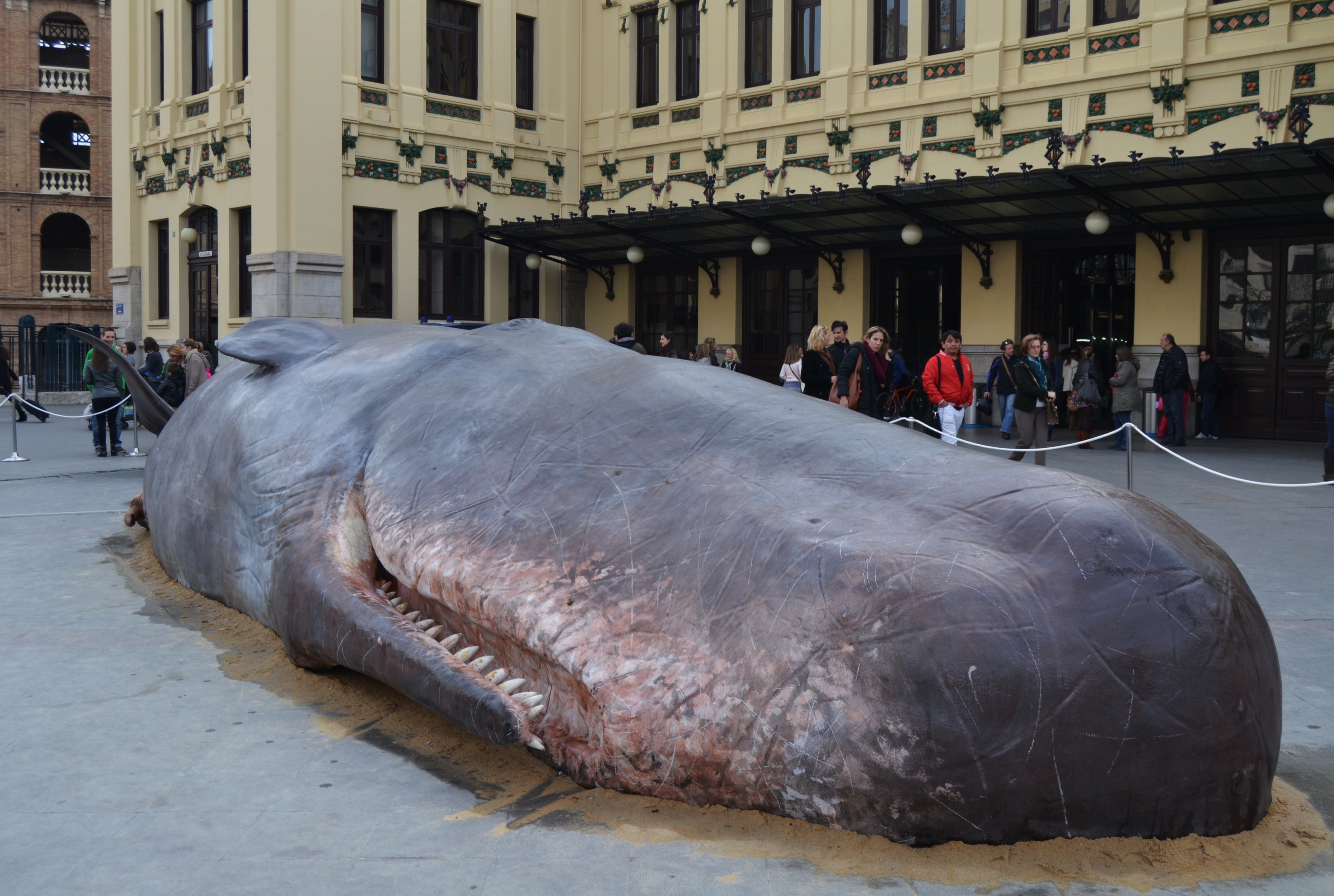
Tái tạo mô hình một con cá nhà táng chết tại Nhà ga Bắc Valencia, có thể nhìn thấy rõ bộ hàm

Hàm dưới của cá nhà táng rất hẹp và được đỡ từ bên trên. Con vật có từ 18 đến 26 răng ở mỗi bên của hàm dưới và những răng này khớp vào các lỗ ở hàm trên vốn không có răng. Răng cá nhà táng hình nón và có thể nặng tới 1 kilôgam (2,2 lb) mỗi chiếc. Răng chúng dài khoảng 24 cm, lực cắn của chúng là 7-11 tấn có một số chức năng nhất định trong đời sống của cá nhà táng nhưng dường như nó không thật sự cần thiết cho việc săn bắt và ăn thịt các loài như mực và người ta từng tìm thấy những cá thể ăn uống đầy đủ nhưng không có răng. Một giả thuyết được đặt ra là răng của cá nhà táng được dùng trong các cuộc tỉ thí giữa những con đực. Cá đực trưởng thành có những vết sẹo trên người, có vẻ như là do bị cắn mà ra. Dấu tích của răng thoái hóa cũng xuất hiện ở hàm trên nhưng chúng ít khi trồi ra ở trong miệng.

### Hô hấp và khả năng lặn sâu
Cá nhà táng, cùng với cá voi mũi chai và voi biển là những loài thú có khả năng lặn sâu nhất thế giới. Cá nhà táng được tin là có thể lặn sâu tới 3 kilômét (1,9 mi) và nín thở dưới nước tới 90 phút. Tuy nhiên thông thường con vật chỉ lặn sâu chừng 400 mét (1.300 ft) và nín hơi trong vòng 35 phút. Đôi khi trong quá trình lặn sâu, cá nhà táng bị mắc vào những cáp liên lạc dưới mặt biển và chết chìm dưới đó cho đến khi những cải tiến về việc lắp đặt và bảo trì cáp ngầm được thực thi.

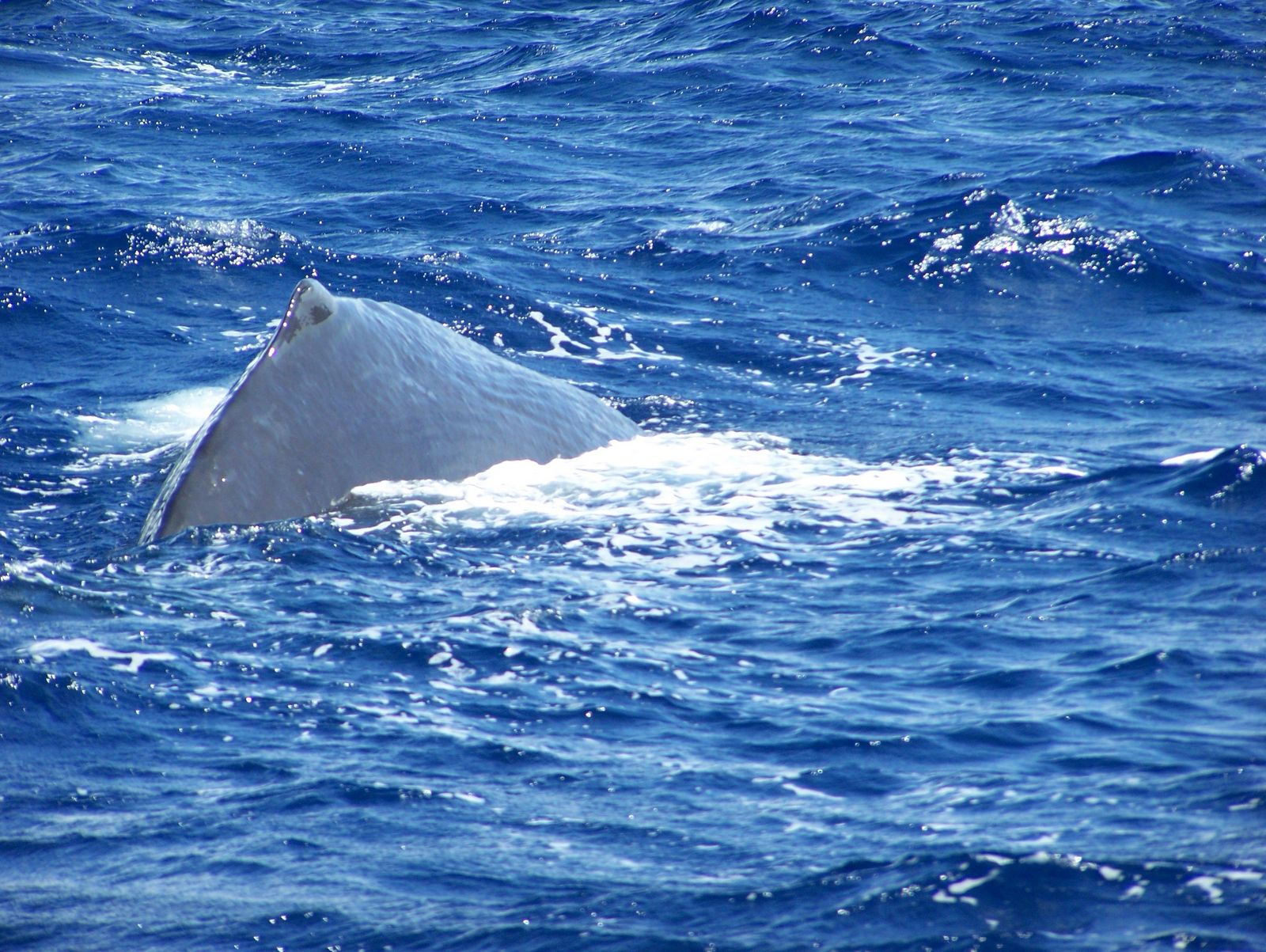
Một con cá nhà táng ở Dominica đang cong lưng lên trong quá trình chuẩn bị lặn sâu xuống nước.

Lối sống đặc biệt khiến cá nhà táng phải thích nghi sự biến thiên lớn và đột ngột về áp suất của nước khi nó lặn sâu xuống lòng biển. Lồng ngực của con vật rất linh hoạt giúp phổi có thể co rút lại và làm giảm lượng nitơ hấp thu; quá trình biến dưỡng cũng giảm đi nhằm tiết kiệm oxy. Hàm lượng myoglobin, chất mang oxy chủ yếu ở các cơ, của cá nhà táng cao hơn rất nhiều so với các động vật sống trên đất liền. Máu của con vật cũng có nồng độ hồng cầu - tế bào mang hemoglobin - rất cao và vì vậy có thể chứa rất nhiều oxy. Máu chứa oxy được vận chuyển trực tiếp đến não và các nội quan tối cần thiết khi nồng độ oxy xuống thấp. Ở đây, túi dầu ở đầu cá nhà táng cũng tham gia trong việc điều chỉnh sức nổi của con vật.
Mặc dù thích nghi tốt với việc lặn sâu, việc lặn nhiều lần liên tiếp cũng để lại tác hại lâu dài với cá nhà táng. Bộ xương của những cá thể cá nhà táng có tồn tại những lỗ nhỏ li ti, triệu chứng của bệnh khí ép hay còn gọi là bệnh thợ lặn. Những bộ xương của cá già có nhiều lỗ trong khi cá con thì không có. Từ đây có thể suy luận rằng bệnh khí ép là một vấn đề đáng kể của cá nhà táng và việc nổi lên mặt nước đột ngột có thể gây hậu quả tai hại cho con vật.
Giữa những lần lặn sâu, cá nhà táng phải nổi một thời gian chừng 8 phút để hít thở, chuẩn bị cho lần lặn kế tiếp. Cá nhà táng, cũng như các loài cá voi có răng khác, thở qua một lỗ thở hình chữ S trên đỉnh đầu. Trong những khoảng thời gian nghỉ lấy hơi như vậy, con vật hít thở chừng 3-5 lần mỗi phút, tuy nhiên ngay sau khi mới nổi lên thì con số này là khoảng 6-7 lần mỗi phút. Mỗi lần thở cá nhà táng phun ra một cột nước có thể cao tới 2 mét (6,6 ft) hay hơn và chéo một góc 45 độ cùng với một tiếng động chói tai. Trung bình, cá cái và cá con hít thở một lần cách nhau 12,5 giây trước khi lặn, còn cá đực trưởng thành là 17,5 giây.

### Bộ não và trí thông minh
Não của cá nhà táng là bộ não lớn nhất trong số tất cả các động vật còn tồn tại hay đã tuyệt chủng từng được biết, nặng tới 8 kilôgam (18 lb), tuy nhiên chỉ số hình thành não bộ của con vật không phải hạng cao, nhìn chung là thấp hơn so với cá heo và nhiều loài cá voi khác, thấp hơn vượn người và thấp hơn rất nhiều so với con người.

### Chức năng của phức hợp mũi và dầu cá nhà táng
Trước đây, phần phức hợp mũi của cá nhà táng (bao gồm cả túi dầu cá, cơ quan sản sinh dầu cá và các nội quan đi kèm) được con vật dùng trong việc tông phần đầu của chúng vào kẻ địch hay được dùng để điều chỉnh sức nổi của bản thân; tuy nhiên, các nghiên cứu gần đây cho thấy phức hợp này chính là một trong những hệ thống định vị bằng sóng âm mạnh nhất trong tự nhiên.
Do ánh sáng bị hấp thu dần dần khi nó đi xuyên qua môi trường nước, hầu như từ đô sâu vài trăm mét trở đi thì lòng biển trở nên tối om om và tầm nhìn cũng bị hạn chế. Vì vậy, cá nhà táng và các loài cá voi có răng khác đã phát triển một hệ thống định vị bằng tiếng vọng để tìm thức ăn cũng như tránh vật cản trong lòng biển tối đen. Phương pháp tương tự cũng được các loài thuộc phân bộ Dơi nhỏ áp dụng khi săn mồi trong đêm tối. Cụ thể, trong lúc bơi lặn cá nhà táng liên tục phát ra những âm thanh lách cách có dải tần rộng và sóng âm của các âm thanh này lan tỏa theo một hướng xác định. Những âm thanh này phát ra ở hai môi phát âm (còn gọi là "môi khỉ" hay "mõm hát") ở chót đầu của mũi, ngay phía trước lỗ thở. Sóng âm này sẽ chạy ngược về mũi xuyên qua cơ quan chứa dầu của cá nhà táng. Phần nhiều năng lượng âm thanh từ đây lại dội về một túi khí nằm tựa vào hộp sọ và sau đó di chuyển xuống mô sáp, tại đây âm thanh được tập trung tại một cấu trúc hình thấu kính của mô. Một phần âm thanh sẽ dội ngược về cơ quan dầu cá và chạy tới trước mũi, lúc này nó lại dội ngược về cơ quan dầu cá thêm lần nữa. Âm thanh cứ dội đi dội lại như thế nhiều lần chỉ trong một phần nghìn giây và tạo nên một cấu trúc nhấp đa xung. Cấu trúc này giúp cho các nhà nghiên cứu có thể đo đạc cơ quan dầu cá nhà táng chỉ dựa vào âm thanh con vật phát ra và thông số về kích thước của cơ quan này theo mối tương quan với kích thước của toàn con vật, các nhà sinh học có thể đo lường các con cá nhà táng dựa theo việc ghi nhận âm thanh do chúng phát ra. Hàm dưới của cá là nơi chủ yếu thu nhận tiếng vọng dội lại và một đường ống dẫn liên tục chứa đầy chất béo đảm nhiệm vai trò chuyển âm thanh nhận được vào tai trong.
Nguồn âm thanh được tuồn qua môi phát âm nhờ vào đường ống mũi bên phải. Trong khi đường ống bên trái có vai trò trong việc mở và đóng lỗ phun khí, đường bên phải đã tiến hóa để cung cấp không khí cho môi phát âm. Người ta cho rằng, hai đường ống khí này có nguồn gốc từ hai lỗ mũi của tổ tiên của cá nhà táng hồi còn sống trên cạn. Khi tiến hóa để thích nghi với đời sống dưới nước, lỗ mũi phải đã trở thành môi phát âm còn lỗ mũi trái thì trở thành lỗ phun khí để hít thở.
Cơ quan túi dầu cũng có thể giúp điều chỉnh sức nổi của cá nhà táng. Một giả thuyết được đặt ra là, trước khi con vật lặn xuống, nước lạnh tuồn vào túi dầu và làm mạch máu co lại, lưu lương máu giảm đi và nhiệt độ của khu vực này hạ xuống. Dầu cá và sáp ở đầu con vật vì vậy mà cứng lại và giảm thể tích, tăng tỉ trọng tương đối và gây ra một lực kéo hướng xuống dưới có độ lớn chừng 392 newtơn (), giúp cho cá nhà táng lặn ít tốn sức hơn. Trong quá trình săn mồi,  việc tiêu thụ oxy cùng với việc giãn nở mạch máu sản sinh nhiệt và làm tan chảy, giãn nở dầu cá nhà táng, giúp tăng sức nổi và khiến cá nổi lên dễ dàng. Tuy nhiên, các nghiên cứu gần đây cho thấy thuyết này hàm chứa nhiều khuyết điểm, tỉ như không tính đến cấu trúc cơ thể cá dùng cho việc trao đổi nhiệt thực chất.
Trong tác phẩm Moby Dick của Herman Melville khoang chứa dầu cá nhà táng được tiến hóa để con vật có thể tông đầu vào nhau trong các cuộc tỉ thí giữa cá nhà táng đực. Tuy nhiên, hiện này hầu như không có bất kỳ ghi chép nào về các cuộc tỉ thí như thế này cả. Ngoại trừ một số trường hợp nổi tiếng như việc các tàu săn cá voi Essex và Ann Alexander bị đánh đắm bởi những con cá nhà táng chỉ nặng bằng 1/5 tàu, giả thuyết "tông nhau" này không được ủng hộ mạnh mẽ trong các tài liệu khoa học hiện hành.

## Sinh thái, hành vi và vòng đời

### Phân bố
Cá nhà táng nằm trong những loài có mức độ phân bố toàn thế giới rộng nhất. Chúng ưa thích các vùng nước không đóng băng sâu hơn 1.000 mét (3.300 ft). Cả con đực và con cái đều sinh sống ở các vùng biển nhiệt đới và ôn đới còn ở các vĩ độ cao hơn thì chỉ có cá đực hiện diện.
Cá nhà táng có mức độ hiện diện cao từ vùng cực cho tới xích đạo, ở tất cả các đại dương, kể cả các biển kín như Địa Trung Hải. Tuy nhiên loài vật này không được ghi nhận xuất hiện ở biển Đen, và sự hiện diện của loài ở biển Đỏ thì chưa được xác định chắc chắn. Hai biển này có lối vào chật hẹp với độ sâu thấp và đây được cho là nguyên nhân của sự vắng bóng của cá nhà táng ở khu vực này. Đồng thời, các lớp nước phía dưới của biển Đen có hàm lượng oxy cực kì thấp cùng như chứa nhiều các hơp chất lưu huỳnh tỉ như hiđrô sulfide.
Mật độ cá nhà táng tập trung cao hơn ở các vùng thềm lục địa và hẻm núi tạo ra bởi sự xói mòn của các dòng thủy lưu. Chúng cũng được tìm thấy ở các vùng biển sâu ngoài khơi, tuy nhiên ở những khu vực có thềm lục địa hẹp thì chúng thích quan quẩn gần bờ hơn và mật độ của con vật giảm nhanh chóng trong vùng biển có độ sâu 310–920 mét (1.020–3.020 ft). Vùng duyên hải với số lượng lớn cá nhà táng có thể kể tới như ở quần đảo Açores và đảo Dominica.

### Sinh sản
Tuổi thọ của cá nhà táng có thể lên tới 70 hoặc hơn. Chúng là một đại diện của nhóm những loài theo xu hướng chon lọc K với chiến lược sinh sản thích hợp với môi trường có điều kiện ổn định, đặc trưng bởi tỉ lệ sinh thấp, cha mẹ chăm con kỹ lưỡng, trưởng thành muộn và tuổi thọ cao.
Quá trình cá nhà táng kết đôi chưa được hiểu biết tỏ tường. Hiện có những bằng chứng cho thấy cá đực có vai trò xã hội chiếm ưu thế nhưng chọn lựa của cá cái cũng có những ảnh hưởng đáng kể. Thai kỳ kéo dài từ 14 đến 16 tháng, mỗi lứa đẻ một con. Thời kỳ tiết sữa thì dao động từ 19 đến 42 tháng, tuy nhiên có một số ít cá nhà táng con đến 13 tuổi mới cai sữa. Cá con cũng có thể bú sữa của những con cá cái khác ngoài mẹ chúng. Thông thường, cứ từ 3 đến 6 năm thì cá nhà táng mới sinh con một lần.
Cá nhà táng cái trưởng thành sinh dục vào khoảng 7 đến 13 tuổi trong khi cá đực thì vào 18 tuổi. Khi trưởng thành, cá đực di chuyển lên các khu vực có vĩ độ cao, nơi nước lạnh hơn và thức ăn phong phú hơn; trong khi con cái vẫn tiếp tục sống ở các khu vực có vĩ độ thấp. Cá đực đạt kích thước cơ thể lớn nhất vào lúc 50 tuổi.

### Hành vi xã hội

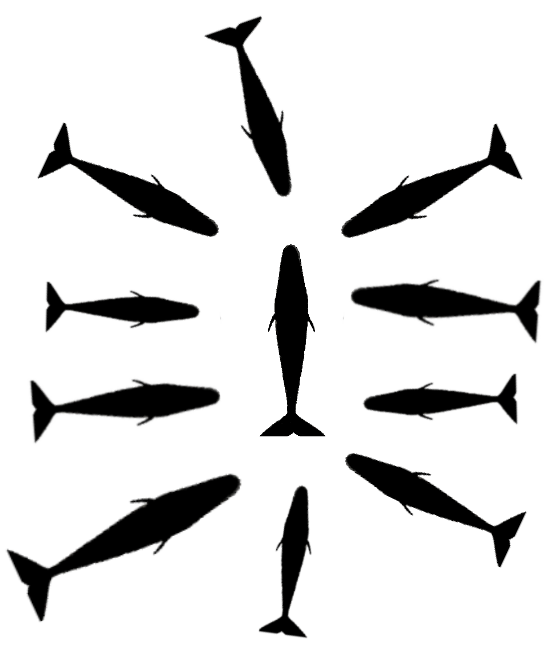
Sơ đồ về đội hình "hoa cúc tây".

Cá nhà táng cái thường đi thành từng đàn chừng 12 con trưởng thành cộng với con cái của chúng. Cá đực trưởng thành rời đàn khi chúng được từ 4 tới 21 tuổi. Cá đực trưởng thành đôi khi đi thành những nhóm có mối quan hệ lỏng lẻo với những con cá cùng tuổi và kích thước. Cá đực già thì chủ yếu sống đơn độc. Cá đực được ghi nhận là tụ tập với nhau ở gần bờ biển cùng với nhau, cho thấy rằng giữa chúng có mối quan hệ hợp tác ở một mức độ nào đó mà đến nay vẫn chưa được hiểu rõ.
Kẻ thù thông thường nhất của cá nhà táng (ngoại trừ con người) là cá hổ kình, nhưng cá voi hoa tiêu và cá ông chuông đôi khi cũng quấy nhiễu chúng. Cá hổ kình thường tập kích các bầy cá nhà táng cái, thường nhằm săn bắt những con non trong bầy. Nếu như bầy cá hổ kình quá đông, chúng cũng có thể làm thịt một con cá nhà táng cái trưởng thành. Cá nhà táng đực thì được cho là quá lớn và quá khỏe nên không thể bị cá hổ kình đe dọa và cũng không có kẻ thù nào ngoài con người. Khi bị tấn công, bầy cá nhà táng cái lập tức quây thành vòng tròn để bao bọc lấy các con con, đầu hướng vào trong và đuôi quay ra ngoài để quật vào mặt kẻ tấn công. Đôi khi cá cái quay đầu ra ngoài và chiến đấu với kẻ thù bằng hàm răng sắc nhọn. Đội hình này được đặt tên là "hoa cúc tây" và cũng được áp dụng để bảo vệ một thành viên bị thương trong bầy. Tập tính này được các tay săn cá voi tận dụng triệt để: họ cố tình làm bị thương một thành viên trong bầy cá nhà táng khiến cả bầy quây vòng lại một nơi và thế là bị hốt trọn ổ.

### Săn mồi

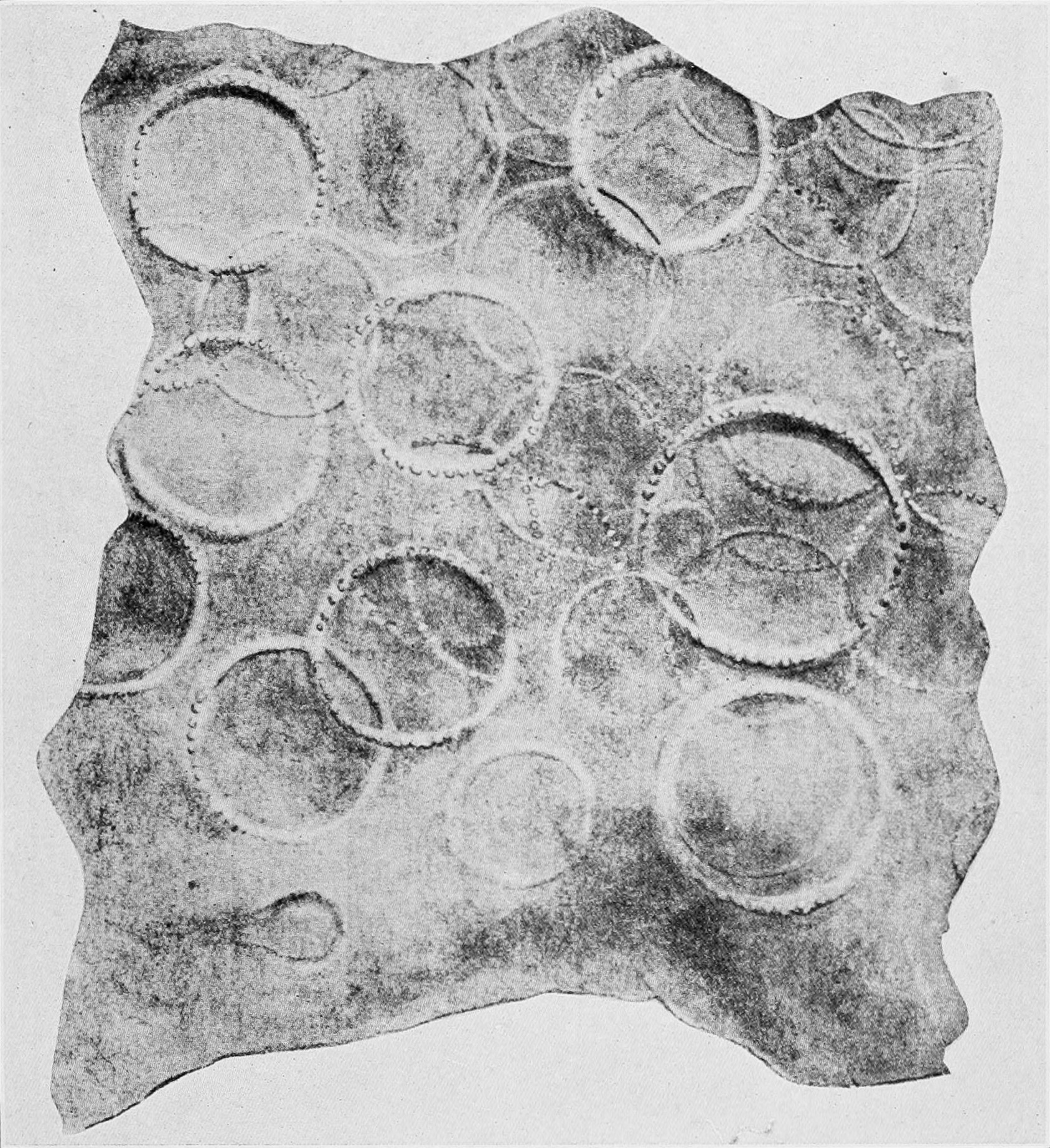
Một mẩu da cá nhà táng với những vết sẹo do giác mút của mực khổng lồ bám vào.

Cá nhà táng thường lặn từ 300 đến 800 mét (980 đến 2.620 ft) và đôi khi đến 1–2 kilômét (3.300–6.600 ft) để kiếm ăn. Mỗi lần lặn như thế có thể kéo dài hơn 1 giờ. Thức ăn của chúng bao gồm vài loài động vật, đáng nói nhất là các loài mực khổng lồ, mực khổng lồ Nam Cực, bạch tuộc và nhiều loài cá như các loài cá đuối sống ở đáy nước; tuy nhiên phần chủ yếu trong thực đơn của cá nhà táng là các loài mực ống có kích thước trung bình. Đôi khi một số con vật xui xẻo cũng vô tình bị cá nhà táng nuốt phải cùng với con mồi. Và, phần lớn những thông tin về các loài mực ở biển sâu có được từ việc nghiên cứu những mẩu xác nằm trong bụng cá nhà táng, mặc dù các nghiên cứu gần đây tập trung vào phân của con vật. Một nghiên cứu tại quần đảo Galápagos cho thấy các chi mực Histioteuthis (62%), Ancistrocheirus (16%) và Octopoteuthis (7%) nặng khoảng 12 và 650 gam (0,026 và 1,433 lb) là nạn nhân chủ yếu nhất của cá nhà táng. Việc cá nhà táng săn bắt mực khổng lồ Nam Cực (một loài mực có thể nặng gần 500 kilôgam (1.100 lb)) chưa từng được chứng kiến, nhưng các vết sẹo trên da cá nhà táng như trong hình trên rất có thể là do loài mực này gây ra khi con vật cố gắng chống trả lại kẻ săn bắt mình. Một nghiên cứu xuất bản và năm 2010 cho thấy có những bằng chứng ám chỉ rằng những con cá nhà táng cái có thể hợp tác với nhau khi săn bắt những con mực Humboldt.
Trong một nghiên cứu trước đó, khảo sát về những con cá nhà táng bị bắt ở eo biển Cook bởi các tàu săn cá voi của Tân Tây Lan, tỉ lệ khối lượng mực: cá trong thức ăn là 1,69:1. Đôi khi, cá nhà táng cũng tiện tay "thuổng" cá tại khu vực hoạt động của các tàu câu dầm, tỉ như các loài cá than và cá vược Chile. Những ngư dân câu dầm ở Vịnh Alaska than phiền rằng cá nhà táng thường xuyên mò lại các khu vực câu dầm của họ để "chôm chỉa" vì lượng cá tập trung nhiều ở đây giúp chúng không phải cất công đi kiếm mồi. Tuy nhiên, tính ra thì số cá ăn trộm được không đáng là bao so với nhu cầu của con vật. Trong một đoạn phim, một con cá nhà táng đực đã "nảy" trong một thời gian rất dài để bắt cá. Loài cá mập miệng to, một loại cá mập lớn và hiếm ở vùng biển sâu, cũng được cho là nằm trong thực đơn của cá nhà táng. Cá mập miệng to từng được quan sát thấy là bị vờn hay bị tấn công bởi ba con cá nhà táng. Tuy vậy, loài cá nhà táng có  một địch thủ cực lớn trong đại dương, đó là cá voi sát thủ. Theo đánh giá, đàn cá voi sát thủ đã có những cuộc tấn công vào đàn cá nhà táng, đặc biệt là tử vong nhiều ở những con non. Vì vậy, cá nhà táng không thích đối đầu với đàn cá voi sát thủ. Trong thực tế, cá nhà táng rất ít khi chạm chạn với cá voi sát thủ vì chúng luôn lặn dưới biển sâu.
Sức ăn của cá nhà táng phải nói là đạt tầm cỡ phi thường, cụ thể mỗi ngày chúng tiêu thụ một lượng thức ăn nặng bằng 3 phần trăm trọng lượng cơ thể của mình. Khối lượng thực phẩm hàng năm mà cá nhà táng tuồn vào miệng lên tới 100.000.000 tấn Mỹ (91.000.000 t) — lớn hơn cả số lượng hải sản mà con người tiêu thụ trong cùng thời gian.
Cho đến nay, các nhà nghiên cứu vẫn chưa rõ tại sao đầu cá nhà táng có kích thước quá lớn so với hàm dưới của nó. Một giả thuyết cho rằng khả năng định vị bằng tiếng vọng dùng trong việc săn mồi của con vật là nguyên nhân khiến đầu của chúng to như vậy. Tuy nhiên, các loại mực - con mồi chính của cá nhà táng - thì lại có đặc tính âm học quá giống với nước khiến cho âm thanh không thể dội lại một cách hiệu quả được. Cấu trúc môi phát âm trên đầu cá nhà táng có thể tạo ra một source level lên tới hơn 230 decibels re 1 micropascal tạu một khoảng cách 1 mét (3,3 ft) – nói cách khác đó là loại âm thanh lớn nhất do một động vật có thể tạo ra, lớn hơn 10–14 dB so với tiếng súng trường loại mạnh nghe từ khoảng cách 1 mét (3,3 ft). Một giả thuyết khác cho rằng tiếng động đó được tạo ra để gây choáng váng cho con mồi, tuy nhiên các thí nghiệm tạo ra âm thanh tương tự không gây ra được thương tổn mong muốn trên mục tiêu.
Long diên hương của cá nhà táng được cho là hình thành bởi những mảng mai mực nằm kẹt trong bụng con vật, theo nguyên lý giống như là hình thành ngọc trai. Cụ thể, những mảnh mai mực đã gây kích thích ruột non của cá nhà táng và kích hoạt quá trình tiết ra một chất bôi trơn trong ruột con vật.

### Cước chú
- a Until 1974 the species was generally known as P. catodon. In that year, however, Husson & Holthuis proposed that the correct name should be P. macrocephalus, the second name in the genus Physeter published by Linnaeus concurrently with P. catodon. This proposition was based on the grounds that the names were synonyms published simultaneously, and, therefore, the ICZN principle of "First Reviser" should apply. In this instance, it led to the choice of P. macrocephalus over P. catodon, a view re-stated in Holthuis, 1987. This has been adopted by most subsequent authors, although Schevill (1986 and 1987) argued that macrocephalus was published with an inaccurate description and that therefore only the species catodon was valid, rendering the principle of "First Reviser" inapplicable. At the present time, the name P. catodon is used in the Catalogue of Life Lưu trữ ngày 10 tháng 12 năm 2009 tại Wayback Machine. However, this is expected to be changed to follow the most recent version of ITIS, which has recently altered its usage from P. catodon to P. macrocephalus following L. B. Holthuis, and recent (2008) discussions with relevant experts (refer cited ITIS page for additional information).[9][89][90][91][92][93]